# Assisi Szent Klára
Assisi Klára (születési nevén: Chiara Offreduccio) katolikus nevén Assisi Szent Klára (Assisi, 1194. július 16. – 1253. augusztus 11.) középkori itáliai apáca, Assisi Ferenc egyik korai követője, a róla elnevezett apácarend megalapítója.

## Élete
A gazdag és nemes Offreducci-Favarone család első leányaként született. Két húgával együtt vallásos nevelést kapott, és megtanították őket mindarra, amire akkoriban egy előkelő leánynak szüksége lehetett. Klára tudott latinul, és szép oltárterítőket hímzett.
1210-ben hallotta először prédikálni Assisi Szent Ferencet és 1211 vagy 1212 virágvasárnapját (március 28. ill. március 18.) követő nagyhétfőn, 18 éves kora körül néhány társnőjével együtt a Porziuncola-kápolnába menekült, ahol Szent Ferenc kezeiből a szerzetesi öltönyt felvette. Az elképedt rokonok szépszerével és erőszakkal vissza akarták vinni Klárát a városba, de nem tudták eltántorítani szándékától. A várható zaklatások elkerülésére Szent Ferenc átküldte a rend pansói székházába. Utóbb egy kis zárdát építtetett, amelybe az általa alapított rend apácáit telepítette. A családjából kisebbik húga és édesanyja is csatlakozott a rendhez. 1244-től kezdve ágyban fekvő beteg volt, de a rend irányítását továbbra is energikusan intézte. A hagyomány szerint a szentmise cselekményeit a távolból is követte, ezért a televíziósok védőszentje is lett.
Ünnepélyes temetésén IV. Ince pápa is megjelent. 1255-ben IV. Sándor pápa szentté avatta, majd utóbb, 1260-ban a klarisszák részére Assisiben új zárdát építtetett és Klára holttestét is odavitette.

## Művei magyarul
- Chiara Augusta Lainati: Assisi Szent Klára. Assisi Szt. Ágnes életrajzi adalékaival Assisi Szent Klára levelei; ford. Tűzkő Lajos; Kršćanska sadašnjost–Agapé, Zagreb–Novi Sad, 1990 (Az életszentség nagymesterei)
- (szerk.) Giovanni Pozzi – Claudio Leonardiː Olasz misztikus írónők, Európa Könyvkiadó, Budapest, 2001, ISBN 963-07-6849-6, 79–94. o.
- Szent Klára művei és életének forrásai; ford. Balanyi György, átdolg., jegyz. Hidász Ferenc és Várnai Jakab; Agapé, Újvidék–Szeged–Csíksomlyó, 1993 (Ferences források) ISBN 963-8112-18-2, 207 p http://www.ppek.hu/k185.htm Online elérhetőség text, és https://web.archive.org/web/20150924020234/http://www.fvr.hu/forras/Klara.html html formátumban

## Rendje
- A Klára-rend, a klarisszák